# Arakaninihi Island
Arakaninihi Island ist eine kleine Insel in der Region Northland vor der Nordinsel Neuseelands.
Sie liegt vor Taiharuru Head östlich von Whangārei.